# Châteaux du désert

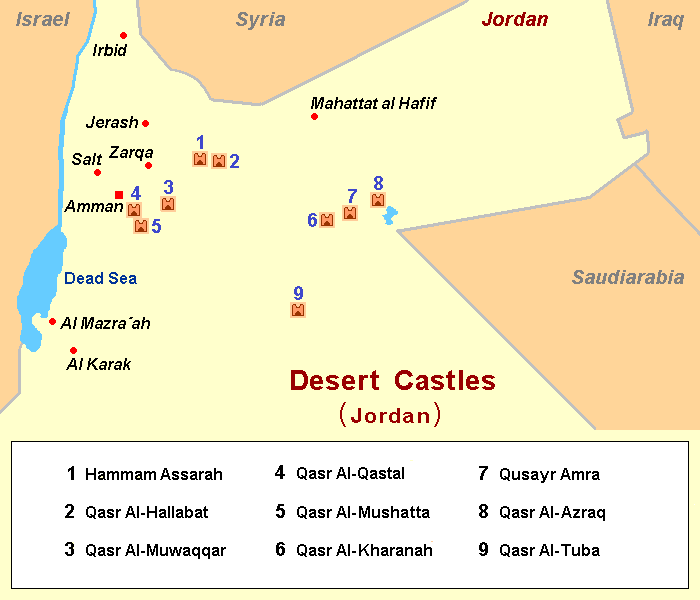
Carte des châteaux du désert jordaniens conservés.

On appelle châteaux du désert un groupe de constructions proche-orientales datant des VIIe et VIIIe siècles, soit environ entre 660 et 750, pendant le règne de la dynastie omeyyade après son installation à Damas. La plupart d'entre eux se situent à l'est d'Amman le long de routes menant de Damas à Médine ou à Koufa.
La plupart des édifices possèdent des caractéristiques communes : un aspect fortifié, l'utilisation du pied romain comme unité de longueur (un pied romain mesurant 35 cm), l'organisation autour d'une cour centrale. Ces édifices sont soit des reconstructions de ruines préexistantes, soit des constructions nouvelles. 
Ces bâtiments apparemment dispersés dans le désert pouvaient servir de caravansérails, de bains isolés ou de pavillons de chasse. Ils ont fait partie d'un système agricole ou commercial. Ils ont principalement été construits lorsque les Arabes ont réussi à transformer ces zones désertiques en établissements bien alimentés en eau.

## Leur fonction

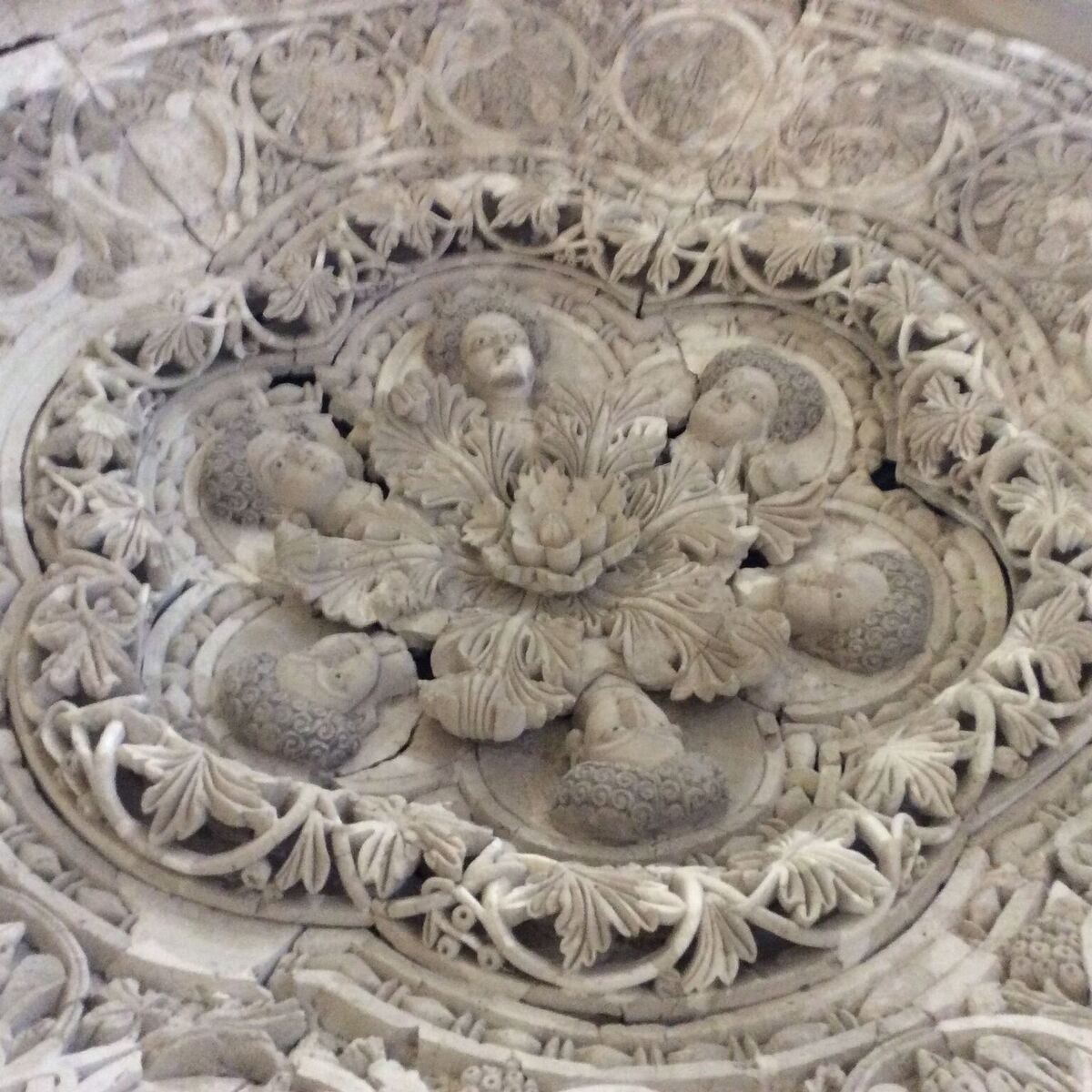
Décor du palais ommeyade d'Hishram à Khirbat al-Mafjar (proche de Jéricho) probablement construit par Al-Walīd II, première partie du VIIIe siècle. Musée Rockefeller, Jérusalem.

Les châteaux du désert ont d'abord été considérés comme des lieux de retraites pour les princes omeyyades aux origines nomades. Ces châteaux leur auraient permis de retourner au désert où leur sensibilité de nomades pouvait mieux s'exprimer et où ils pouvaient poursuivre leurs passe-temps favoris loin des regards. 
Cette hypothèse a été remise en cause car ces bâtiments sont à des emplacements où on a trouvé des systèmes élaborés d'irrigation qui font penser à des exploitations agricoles. Ce serait le résultat d'une politique d'extension des zones cultivées développée par les Omeyyades.
Une autre explication encore plus récente de la raison d'être de ces bâtiments serait leur fonction « d'architecture diplomatique ». Ils permettaient le maintien d'un contact étroit avec les tribus de la région qui étaient des alliés des Omeyyades.
Ces châteaux ont pu servir de refuge pour fuir les épidémies de peste dans les grandes villes.
Il est également possible que certaines de ces structures, comme Qasr Amra et Qasr Kharana, aient servi de haltes de repos aux hauts fonctionnaires du gouvernement sur leur chemin du Hedjaz. Cette utilisation ponctuelle et provisoire de ces bâtiments peut expliquer la pénurie de tessons de poterie de ces sites. Une combinaison de circonstances pourrait donc avoir incité les Omeyyades à construire les châteaux du désert. Aucune hypothèse n'est suffisante à elle seule pour expliquer toutes ces constructions.

## Liste de châteaux
La plupart de ces châteaux du désert sont détruits, dans cette liste figurent les mieux conservés.
- Qasr Al-Qastal, à environ 25 km au sud d'Amman
- Qasr Al-Muwaqqar (en), à environ 30 km au sud d'Amman
- Qasr Mushatta, à environ 35 km au sud-est d'Amman
- Qasr Hallabat, à environ 60 km au nord-est d'Amman
- Qasr Kharana, à environ 65 km à l'est d'Amman
- Qusayr Amra, à environ 85 km à l'est d'Amman
- Qasr Tuba, à environ 95 km au sud-est d'Amman
- Qasr Azraq, à environ 100 km à l'est d'Amman
- Qasr el-Heir el-Gharbi, à environ 60 km au sud-ouest de Palmyre (Syrie)
- Qasr el-Heir ech-Charqi, à environ 80 km à l'est de Palmyre[3](Syrie)
- Khirbat al-Mafjar, en périphérie de Jéricho (Palestine)